# Římskokatolická farnost Kaplice
Římskokatolická farnost Kaplice je územním společenstvím římských katolíků v rámci českokrumlovského vikariátu českobudějovické diecéze.

## O farnosti

### Historie
V roce 1257 byla v původní trhové vsi, patřící Bavorům ze Strakonic, zřízena plebánie. 
Roku 1788 byla kaplická farnost povýšena na děkanství (tento titul není v současnosti používán) a o dva roky později byl zřízen Kaplický vikariát, zrušený v roce 1952. 
V letech 1940-1945 farnost nuceně podléhala lineckému biskupství, po roce 1945 byla navrácena do Českobudějovické diecéze.

### Současnost
Farnost Kaplice je centrem kollatury, zahrnující ex currendo spravované farnosti  Blansko u Kaplice, Omlenice, Rožmitál na Šumavě, od srpna 2008 farnosti Malonty, Dolní Dvořiště, Rychnov nad Malší, Cetviny, poutní místo Svatý Kámen,  Pohorská Ves, Pohoří na Šumavě, a od 1. července 2019 také farnost Benešov nad Černou.
Od 1.1. 2020 byly na základě slučování farností převedeny obvody zaniklých farností Omlenice a Blansko pod farnost v Kaplici,  Pohorská Ves a Pohoří na Šumavě pod farnost Benešov nad Černou a Cetviny, Svatý Kámen a Rychnov nad Malší pod farnost Dolní Dvořiště.
Centrem farnosti v Kaplici je farní děkanský kostel sv. Petra a Pavla a vedle stojící menší kostelík sv. Floriána.
Duchovní správci
Od konce září 1771 do roku 1777 byl místním farářem Ferdinand Kindermann, český pedagog, katolický kněz a později litoměřický biskup.
V letech 1838 až 1876 zde působil český vlastenecký církevní spisovatel, autor a překladatel náboženských spisů, biskupský konzistorní rada, okresní vikář a arcikněz František Dobromil Kamarýt.

KNĚŽÍ V KAPLICI V POSLEDNÍ DOBĚ:

do r. 1953          R.D.  František Schützner
1954 - 1957       R.D.  Václav Peřt
r.  1957              R.D.  Karel Rendl   (2 měsíce-zastupoval)
1957 - 1995       R.D.  František Panoš
1995 - 2005       R.D.  Milan Píša
od r. 2005          R.D.  Pavel Šimák
V Kaplici a okolních farnostech (Blansko, Omlenice a Rožmitál na Šumavě) působil děkan R.D.  František Panoš od roku 1957 do května 1995.  Když poté dlouhodobě onemocněl, půl roku byla v Kaplici provizorní duchovní správa.
Od prosince 1995 nastoupil do Kaplice a okolních farností R.D. Milan Píša, dosavadní administrátor farnosti v Boršově nad Vltavou. Toho od 1. července 2005 vystřídal  R.D. Pavel Šimák, farní vikář z Prachatic.
| Kostel                   | Místo     | Bohoslužba | Bohoslužba | Poznámka        |
| ------------------------ | --------- | --- | --- | --------------- |
| Kostel sv. Petra a Pavla | Kaplice   | neděle slavnosti, svátky pouť | 9.30 | farní kostel    |
| Kostel sv. Floriána      | Kaplice   | úterý 17.30 zimní čas, 18.00 letní čas modlitba růžence, v postní době kříž.cesta květen - májová pobožnost (bez kněze) čtvrtek 7.00 v adventu, 8.00 mimo advent Mše svatá pátek 17.30 v zimě, 18.00 v létě Mše svatá + adorace | úterý 17.30 zimní čas, 18.00 letní čas modlitba růžence, v postní době kříž.cesta květen - májová pobožnost (bez kněze) čtvrtek 7.00 v adventu, 8.00 mimo advent Mše svatá pátek 17.30 v zimě, 18.00 v létě Mše svatá + adorace | filiální kostel |
| Kaple                    | Pořešinec | neslouží se pravidelně | neslouží se pravidelně | obecní kaple    |